# Vitorlázás az 1912. évi nyári olimpiai játékokon
Az 1912. évi nyári olimpiai játékokon a vitorlázásban négy számot bonyolítottak le.

## Éremtáblázat
(A rendező ország csapata eltérő háttérszínnel, az egyes számoszlopok legmagasabb értéke, vagy értékei vastagítással kiemelve.)
| Az 1912. évi nyári olimpiai játékok éremtáblázata vitorlázásban | Az 1912. évi nyári olimpiai játékok éremtáblázata vitorlázásban | Az 1912. évi nyári olimpiai játékok éremtáblázata vitorlázásban | Az 1912. évi nyári olimpiai játékok éremtáblázata vitorlázásban | Az 1912. évi nyári olimpiai játékok éremtáblázata vitorlázásban | Olimpia  |
| --------------------------------------------------------------- | --------------------------------------------------------------- | --------------------------------------------------------------- | --------------------------------------------------------------- | --------------------------------------------------------------- | -------- |
|                                                                 | Ország                                                          | Arany                                                           | Ezüst                                                           | Bronz                                                           | Összesen |
| 1.                                                              | Norvégia (NOR)                                                  | 2                                                               | 0                                                               | 0                                                               | 2        |
| 2.                                                              | Svédország (SWE)                                                | 1                                                               | 2                                                               | 1                                                               | 4        |
| 3.                                                              | Franciaország (FRA)                                             | 1                                                               | 0                                                               | 0                                                               | 1        |
|                                                                 |                                                                 |                                                                 |                                                                 |                                                                 |          |
| 4.                                                              | Finnország (FIN)                                                | 0                                                               | 1                                                               | 2                                                               | 3        |
| 5.                                                              | Dánia (DEN)                                                     | 0                                                               | 1                                                               | 0                                                               | 1        |
|                                                                 |                                                                 |                                                                 |                                                                 |                                                                 |          |
| 6.                                                              | Oroszország (RUS)                                               | 0                                                               | 0                                                               | 1                                                               | 1        |
|                                                                 |                                                                 |                                                                 |                                                                 |                                                                 |          |
| Összesen                                                        | Összesen                                                        | 4                                                               | 4                                                               | 4                                                               | 12       |

## Érmesek
| Az 1912. évi nyári olimpiai játékok érmesei vitorlázásban | | | |
| Versenyszám                                               | Arany | Ezüst | Bronz |
| 6 méter                                                   | Franciaország (FRA) · Amedee Thube · Gaston Thube · Jacques Thube | Dánia (DEN) · Steen Herschend · Hans Meulengracht Madsen · Sven Thomsen                                                                      | Svédország (SWE) · Otto Aust · Eric Sandberg · Harald Sandberg                                                                                     |
| 8 méter                                                   | Norvégia (NOR) · Thomas Valentin Aas · Andreas Brecke · Thorleiv Corneliussen · Thoralf Glad · Christian Jebe                                                                     | Svédország (SWE) · Emil Henriques · Bengt Heyman · Alvar Thiel · Herbert Westermark · Nils Westermark                                        | Finnország (FIN) · Arthur Ahnger · Emil Lindh · Bertil Tallberg · Gunnar Tallberg · Georg Westling                                                 |
| 10 méter                                                  | Svédország (SWE) · Filip Ericsson · Carl Hellstrom · Paul Isberg · Humbert Lunden · Herman Nyberg · Harry Rosenward · Erik Wallerius · Harald Wallin                              | Finnország (FIN) · Waldemar Bjorksten · Jacob Carl Bjorstrom · Bernhard Brenner · Allan Franck · Emil Lindh · Adolf Pekkalainen · Harry Wahl | Oroszország (RUS) · Esper Belvselsky · Ernest Brasche · Karl Lindblom · Nikolai Pusnitsky · Aleksandr Rodionov · Yossif Schomaker · Filipp Strauch |
| 12 méter                                                  | Norvégia (NOR) · Johan Anker · Nils Bertelsen · Eilert Falch Lund · Halfdan Hansen · Arnfinn Heje · Magnus Konow · Alfred Larsen · Petter Larsen · Christian Staib · Carl Thaulow | Svédország (SWE) · Per Bergman · Dick Bergstrom · Kurt Bergstrom · Hugo Clason · Folke Johanson · Sigurd Kander · Nils Lamby                 | Finnország (FIN) · Max Alfthan · Erik Hartvall · Viking Hullden · Sigurd Juslen · Axel Krogius · Ernst Krogius · Eino Sandelin · John Silen        |